# Stadion Znicza Pruszków
Stadion MZOS Znicz w Pruszkowie – miejski stadion piłkarski, na którym swoje mecze rozgrywają piłkarze Znicza Pruszków oraz tymczasowo Pogoń Grodzisk Mazowiecki (do momentu spełnienia wymogów PZPN, UEFA i FIFA na Stadionie Miejskim w Grodzisku Mazowieckim). Ma jedną trybunę, sztuczne oświetlenie (2400 luksów) i podgrzewaną murawę. 

## Położenie stadionu
Stadion Znicza znajduje się przy ulicy Bohaterów Warszawy 4, przy głównej drodze wojewódzkiej nr 719 do Żyrardowa oraz w bezpośrednim sąsiedztwie Parku Potulickich, nad rzeką Utratą.

## Stadion – ogólne informacje
- Stadion Znicza Pruszków ma pojemność 2097 miejsc, na co składa się:
  - 1977 miejsc siedzących, zarezerwowanych dla mieszkańców Pruszkowa i piłkarskich kibiców Znicza,
  - "klatka" na 120 miejsc (5% ogólnej pojemności stadionu) zarezerwowana dla kibiców drużyny przyjezdnej.
- Wymiary boiska – 105 × 68 m.
- Oświetlenie płyty boiska (4 jupitery o łącznej mocy 2400 lx) zasilane z własnych agregatów prądotwórczych 2 × 715 kVA
- Wymiary jupiterów: wysokość – 2 × 48,4 m i 2 × 43,8 m, średnica – 1,5 m, odchylenie od pionu – 5 stopni.
- Podgrzewana murawa (od września 2008) – inauguracja na meczu z Wartą Poznań (2:1 dla gospodarzy).
- Trybuna składa się z 7 sektorów po kilkaset miejsc.
- Wschodnia część trybuny krytej (sektor A) to popularna "Żyleta", rezerwowana dla szalikowców Znicza, którzy zarówno prowadzą doping na swoim sektorze, jak i kierują dopingiem całego stadionu.

## Przebudowa stadionu w 2008 roku

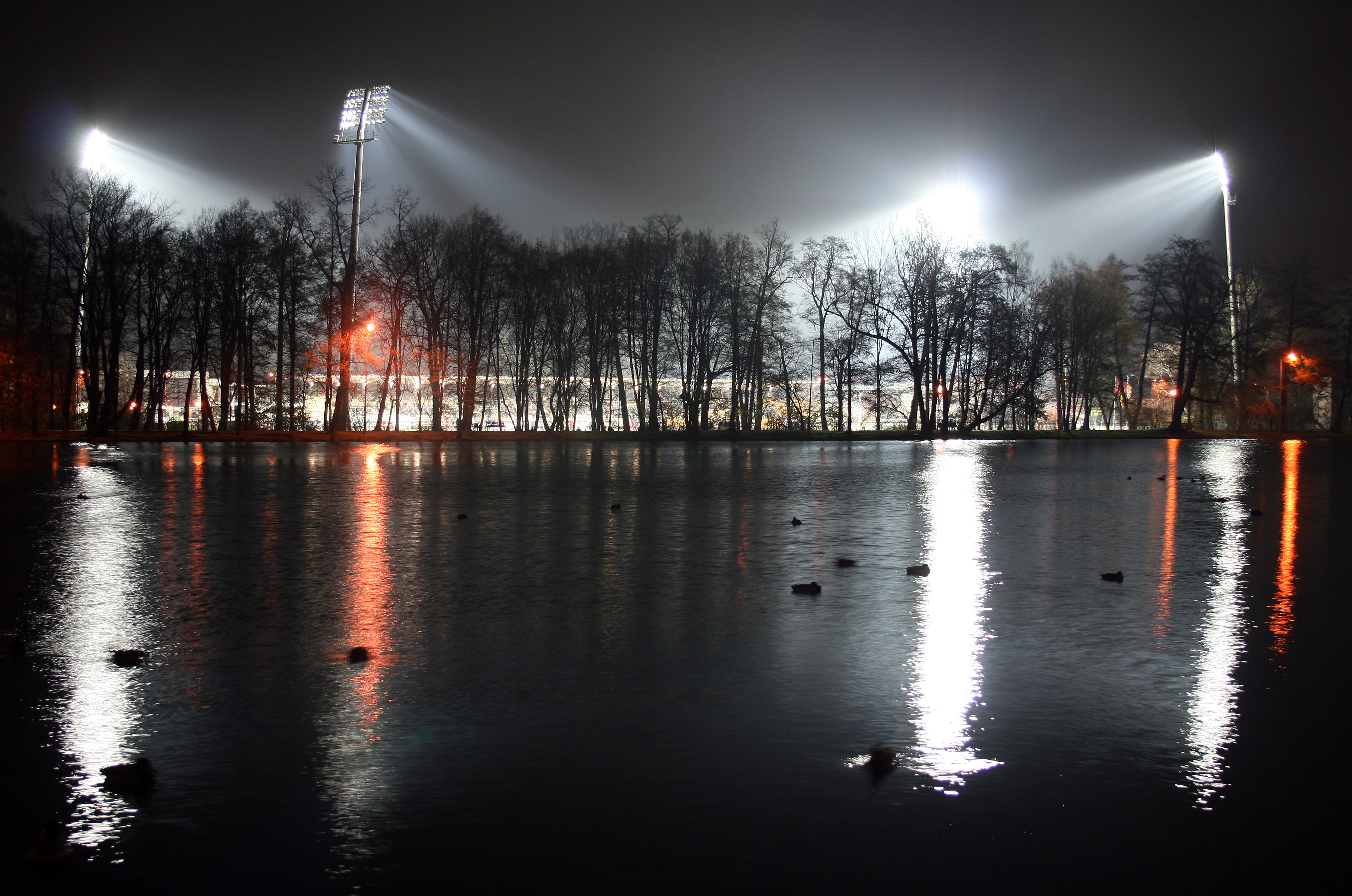
Stadion Znicza Pruszków w nocy

Do października 2008 wymieniono murawę na podgrzewaną, a także zainstalować na stadionie 4 jupitery o mocy 2400 luksów. 12 października 2008 w meczu Znicza Pruszków z Widzewem Łódź nastąpiła inauguracja sztucznego oświetlenia.